# Velha Marabá
Registro de 2010 do Palacete Augusto Dias, construção histórica do município que, desde 2021, abriga o Museu Histórico Municipal.
Velha Marabá é um núcleo urbano do município de Marabá, sendo um dos seis componentes do distrito-sede marabaense. No ano de 2000, a prefeitura de Marabá estimou sua população em 12020 habitantes. É o terceiro mais populoso núcleo urbano de Marabá.
É a mais antiga área de povoação da cidade. Sua ocupação iniciou-se no fim do século XIX. Por isso mesmo, ocupou a função de centralidade centro econômica e administrativa de Marabá. Desde o final da década de 2000, porém, cumpre virtualmente a função de centro sócio-cultural do município. A revisão do plano diretor de 2018 o confirmou como um núcleo.
Recebe diversas denominações além da oficial (Velha Marabá), entre elas: Marabá Pioneira, Cidade Velha e Centro Histórico.

## Histórico
O povoamento da Velha Marabá relaciona-se intimamente com o surgimento do próprio município de Marabá. A formação do entreposto comercial do Pontal do Itacay-Una, através do barracão de aviamento "Casa Marabá", é tradicionalmente considerado o marco inicial de povoação do núcleo.

### Barra do Tacay-Una
Embora a historiografia de Marabá considere que o primeiro empreendimento de colonização da região tenha sido feito, em 1894, pelo coronel da Guarda Nacional Carlos Leitão, houve no início do século XIX uma tentativa de colonizar a região com a construção de uma cidade-capital.
O empreendimento foi encabeçado por Theotônio Segurado, que por ordens de Dom João VI deveria construir na foz do rio Itacaiúnas uma freguesia que funcionaria como capital da Capitania de São João das Duas Barras. Em agosto de 1809 foram montadas as primeiras estruturas, e em outubro do mesmo ano foi entregue a primeira parte das obras, permitindo assim o estabelecimento oficial da freguesia. Participaram da construção, engenheiros militares, geólogos e cartógrafos da corte lusitana.
Não há precisão acerca do local exato da fixação da freguesia, havendo dúvidas se foi na área da Cidade Nova ou na própria Velha Marabá. A freguesia recebeu dos nomes de Barra do Tacay-Una e São João das Duas Barras, mas somente funcionou até 1810, quando foi abandonada, perdendo o título de freguesia.

### Pontal do Itacay-Una

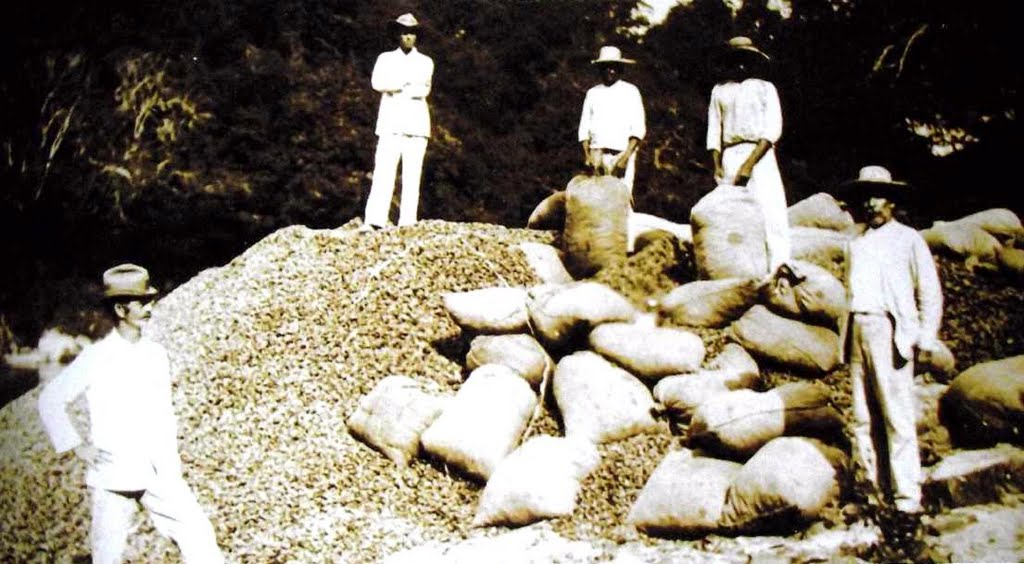
Trabalhadores castanheiros em Marabá separando as oleaginosas para secá-las ao sol, em 1927

Em 1898 foi fundado na confluência dos rios Itacaiúnas e Tocantins um barracão comercial denominado "Casa Marabá", pelos sócios Francisco Casemiro e Francisco Coelho. Este barracão servia como casa de aviamento, comércio de secos e molhados, prostíbulo, dormitório e casa de preamento.
Ao redor do barracão comercial surgiram várias construções para abrigar casas, comércios e tabernas. Formava-se assim o primeiro bairro da Velha Marabá, e por consequência, a primeira área de ocupação urbana da cidade de Marabá. A área foi denominada de "Pontal do Itacay-Una", por localizar-se na faixa de terra da foz deste rio. Atualmente esta área chama-se bairro Francisco Coelho, em homenagem ao seu pioneiro fundador.
O Pontal era estratégico comercialmente, mas politicamente e geograficamente não correspondia às demandas apresentadas. Sua grande vulnerabilidade a enchentes (todos os anos o núcleo é afligido por enchentes) não permitia sua expansão, bem como a construção de benfeitorias, como hospitais, teatros, cinemas e escolas. Entretanto, beneficiou-se de acontecimentos político-militares (declaração de Marabá, guerra dos Galegos e anexação ao Goiás) e demográficos (intensa imigração) que permitiram a transferência da subprefeitura (1904) e a posterior instalação da prefeitura (1913). Desta forma a Velha Marabá firmou-se como ocupação tradicional do município.

### Grande enchente de 1926
Entre 1925 e 1926 a sede do município de Marabá – a época restrita somente a Velha Marabá – é atingida por uma enchente destruidora. Toda a área urbana do núcleo é assolada, e fica submersa. Até 1926, sua área urbana restringia-se aos bairros Francisco Coelho e Centro.
Grande parte das construções era frágil, construídas de palha ou pau-a-pique, e desabaram ao subir das águas. A grande enchente durou aproximadamente seis meses, começando ainda no final de 1925, mas alcançando o ponto de maior severidade em 1926.
A enchente obrigou que a cidade fosse transferida para a área onde assenta-se atualmente a Cidade Nova, fundando assim o atual bairro do Amapá. Ao fim das cheias, em junho de 1926, muitas famílias que haviam perdido todas as suas posses, estabeleceram-se em definitivo no bairro do Amapá, enquanto que a maioria decidiu retornar à Velha Marabá.

### Entre 1930 e 1969

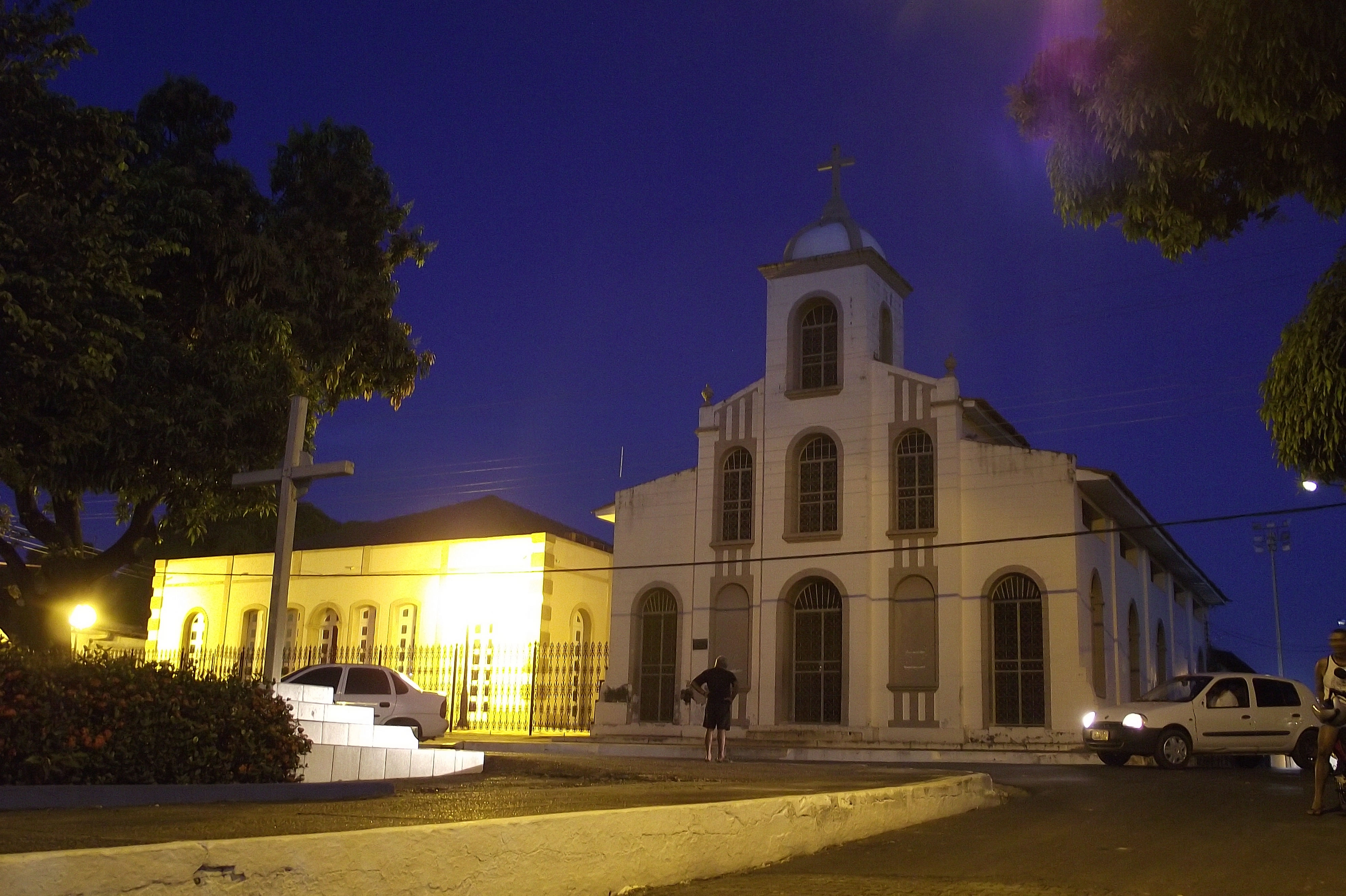
Igreja de São Félix de Valois e a Biblioteca Municipal Orlando Lima Lobo, em 2011.

Mesmo com as constantes enchentes, entre 1920 e 1970, a Velha Marabá tornou-se um centro estratégico. Com a crise da borracha, a extração castanheira ganhou projeção e tornou-se o principal produto extrativista do norte brasileiro. Sendo Marabá o maior produtor, acumulou muitos dividendos desta época, sendo um dos quatro mais importantes centros econômicos da Amazônia, ainda na década de 1950. A Velha Marabá, sendo até então praticamente o único aglomerado urbano do município, beneficiou-se disto, acumulando importantes estruturas administrativas e comerciais, que destacam-se o Palacete Augusto Dias, o Edifício do Procon, a Casa dos Comerciários, a Loja Maçônica nº 6, a Catedral de Nossa Senhora do Perpétuo Socorro e o edifício Grupo Escolar (sede da Escola Mendonça Vergolino, atualmente totalmente desconfigurada).
Registros históricos apontam que até 1947 a expansão do núcleo já havia alcançado o restante das áreas do atual bairro do Centro, e iniciado a ocupação dos bairros Santa Rosa e Vila Canaã. Em 1953, um novo registro feito pela PMM constatou que a expansão da grade urbana já alcançava o atual bairro da Santa Rita, assim como ocupava áreas ainda vazias da Santa Rosa e Vila Canaã.

### De 1969 a 1980
Em 1969 o município é pela primeira vez ligado ao território nacional por maio de uma rodovia, a PA-70 (atual BR-222). Esta rodovia acabou representando o primeiro golpe contra a hegemonia da Velha Marabá como centro administrativo, financeiro e cultural de Marabá. O núcleo especializava-se no transporte fluvial, tendo estruturas portuárias e comerciais voltadas inteiramente para este tipo de transporte.
A abertura da rodovia trouxe novos imigrantes para o município. A Velha Marabá mesmo tendo as melhores condições de infraestrutura, estava com sua grade urbana altamente saturada desde o início da década de 1960, não podendo suportar novos moradores, o que beneficiou a expansão de áreas até então periféricas e pouco habitadas como foi o caso da Cidade Nova e do São Félix.
A abertura da Transamazônica, a construção do Aeroporto João Correa da Rocha, e a construção dos bairros planejados da Cidade Nova, todos fora dos limites de influência da Velha Marabá, deixou o velho núcleo à margem do novo eixo dinâmico local, pois relutou em adaptar-se aos novos preceitos modernizantes defendidos pela ditadura militar brasileira e desligar-se dos antigos padrões da vida ribeirinha.

### Grande enchente de 1980 – atualidade

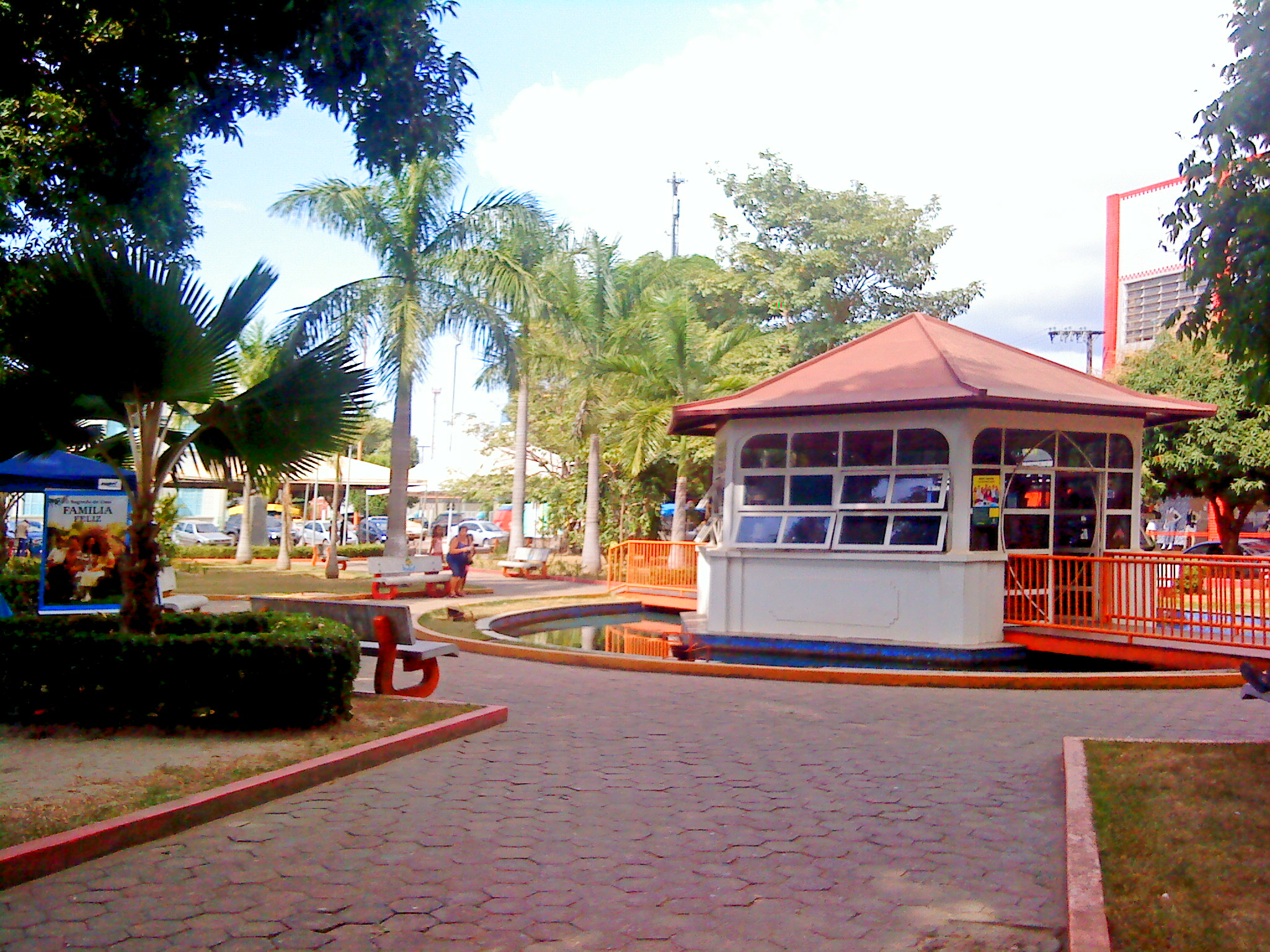
Praça Duque de Caxias, no bairro do Centro (ou Comércio), em 2010.

Em dezembro de 1979 o município é atingido por uma cheia que perdura até meados de 1980. A enchente atingiu seu ponto de maior severidade entre janeiro e março de 1980,  quando inundou toda a Velha Marabá, a área mais vulnerável de todo o município. A enchente ultrapassou até mesmo a destrutiva enchente de 1926, entretanto teve uma abrangência muito maior, pois o núcleo era neste período bem mais populoso e urbanizado que em 1926.
Foi necessário que o governo federal montasse uma grande operação de emergência para deslocar a população e as estruturas administrativas do velho núcleo para uma nova área, ainda em construção, a Nova Marabá. Ao findar da enchente, grande parte das famílias retornou a Velha Marabá, mas as áreas periféricas do velho núcleo, onde habita a maior parte da população, estavam destruídas. A Nova Marabá, construída para abrigar as famílias flageladas pelas enchentes, foi preterida e acabou por ser ocupada pelos imigrantes nordestinos e centro-sulistas que chegaram ao município durante década de 1980.
A consequência maior de tal enchente foi a perda da importância estratégica que a Velha Marabá dispunha. Muitos órgãos públicos foram transferidos para a Cidade Nova e para a Nova Marabá ainda na década de 1980 — o último órgão público de relevância da Velha Marabá, a Câmara Municipal, foi transferido para a Cidade Nova em 2009.
Enquanto as atividades administrativas perdiam espaço, o comércio do núcleo, localizado na avenida Antônio Maia, no bairro do Centro, continuava a exercer grande influência sobre a cidade. Somente após as enchentes de 1997 e 2004 é que as atividades comerciais em outros núcleos urbanos do município superaram a Velha Marabá.

## Grade urbana
A ocupação da Velha Marabá beneficiou-se da sua localização, circundada por dois grandes rios. Entretanto consolidou-se não somente pela localização, mas pelas características de transporte (até 1969, puramente fluvial), econômicas (produtos extrativistas leves) e sociais (coronelismo).

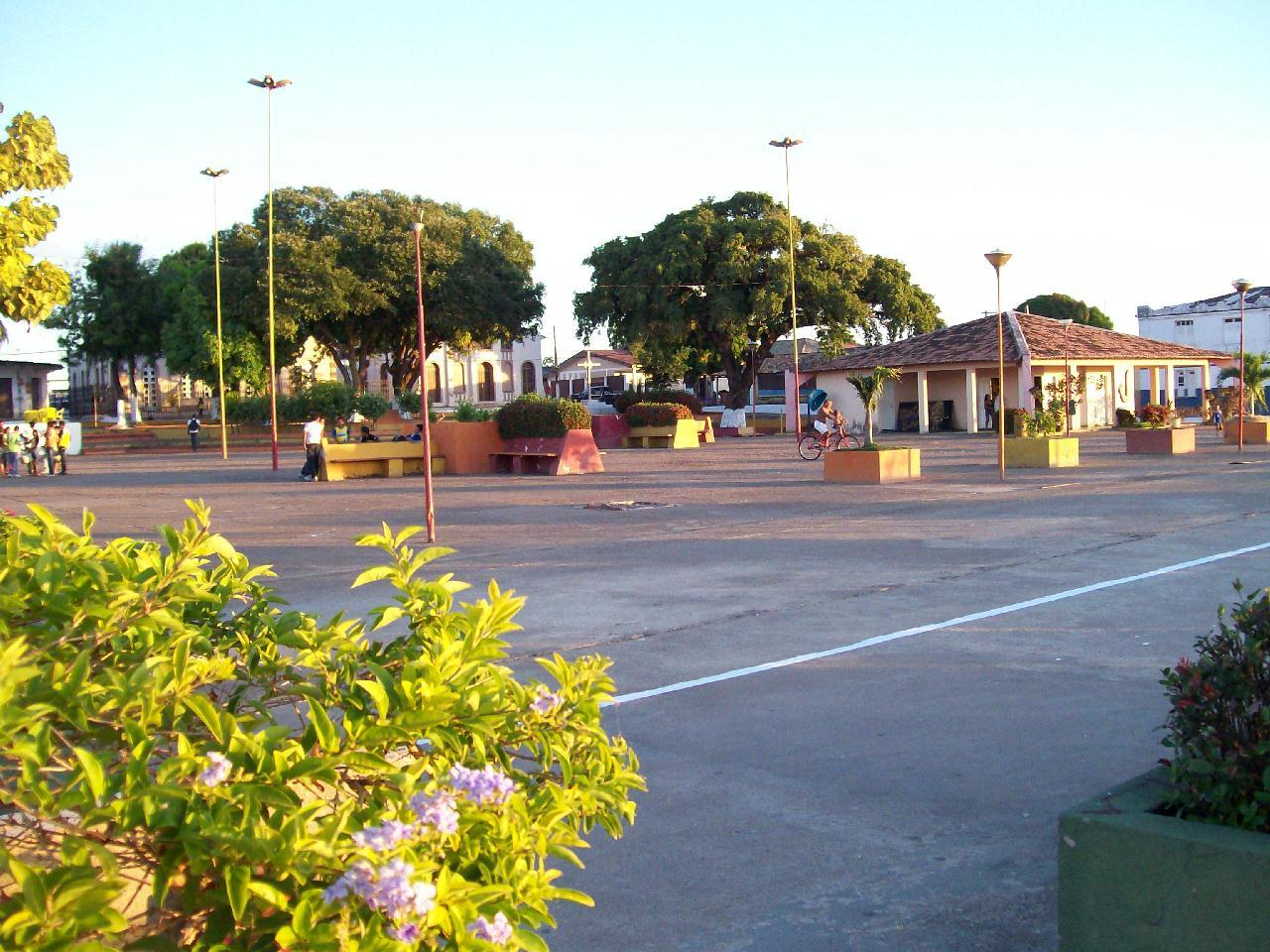
Praça de São Félix de Valois, divisa entre os bairros do Centro e Francisco Coelho. É um dos espaços sócio-culturais do núcleo.

A grade urbana do núcleo reflete sua ocupação, que foi feita obedecendo os limites impostos pelos rios e pelas atividades econômicas existentes. Não há um parcelamento viário exato, ou que tenha obedecido a critérios de organização, fato este que reflete na largura das ruas (muito estreitas e praticamente sem calçadas), no espaçamento entre residências (inexistente) e  no esgotamento sanitário — inexistente nas áreas periféricas, com dejetos despejados diretamente nos rios.
A estagnação da grade urbana, ocorrida desde a década de 1960, e com mais força desde o ano de 1980, reflete a atual condição do núcleo, a parte histórica da cidade. A Velha Marabá configura-se como o centro histórico e cultural de Marabá, perdendo a importância econômica e político-administrativa que detinha.
Na revisão do plano diretor de 2018, houve a definição de duas áreas de ocupação distintas:
1. área consolidada;
2. área de recuperação e qualificação.

### Área consolidada
A área central corresponde ao bairro Centro (ou bairro do Comércio), e caracteriza-se por predomínio da concentração de comércio e serviços e de seu caráter histórico, presente no sistema de arruamentos, nas edificações e monumentos de interesse histórico e cultural.
Na avenida Antônio Maia, no bairro do Centro, está localizado o principal centro comercial do núcleo, e um dos mais importantes do município.

### Área de recuperação e qualificação: periferias
A área periférica da Velha Marabá corresponde aos demais bairros do núcleo, aglomerados nas bordas da área consolidada, caracterizadas como território em processo de recuperação e qualificação.
A área distingue-se pelo uso predominantemente residencial, ocupação e arruamentos claramente definidos sejam espontaneamente ou promovidos pelos setores públicos ou privados. Compõem-na todos os demais bairros da Velha Marabá: Francisco Coelho, Vila Canaã, Santa Rosa e Santa Rita.